# Pelliaceae
Pelliaceae, porodica jetrenjarki u redu Pelliales. Sastoji se od nekoliko rodova, a ime je dobila po rodu Pellia.

## Rodovi
1. Apopellia (Grolle) Nebel & D. Quandt
2. Papa Gray
3. Pellia Raddi
4. Pelliaites Narkhede & Bhowal
5. Pellites P.C. Wu & C.Q. Guo
6. Scopulina Dumort.